# 布叙
布叙（法語：Boussu，法語發音：[busy]）是比利时瓦隆大区埃諾省蒙斯區的一个市镇，通行法语，是比利时法语社群的一部分，人口19,856人（2018年1月1日）。

## 友好城市
- 法國 阿普特[2]